# Taifa di Huelva
La Taifa di Huelva o Taifa di Saltes e Huelva (in arabo طائفة ولبة وشلطيش‎?) era un regno musulmano indipendente (emirato) costituito nel territorio sud-occidentale di al-Andalus in seguito alla disintegrazione che aveva subito dal 1009 il Califfato di Cordova. Fu creata, intorno al 1012, nei territori intorno alla città di Huelva e rimase indipendente sino al 1052, quando fu conquistata e integrata nella Taifa di Siviglia, come tutti gli altri regni sud-occidentali di taifa minori: Algarve, Mértola, Niebla e Silves, che furono tutti conquistati e incorporati nella Taifa di Siviglia, tra gli anni 1044 e 1063.

La città comprendeva l'isola fluviale di Saltes, nell'estuario dell'Odiel, considerata la capitale della taifa.

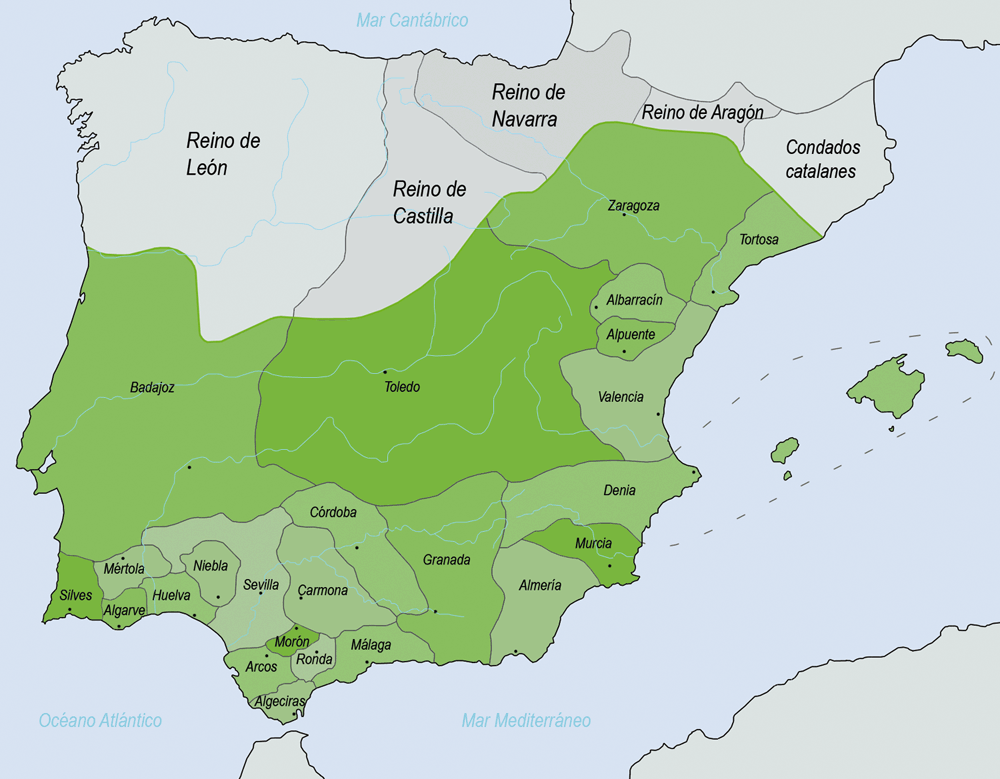
Taifa di Huelva nel 1031 a ovest della Taifa di Siviglia

## Storia
Nel periodo iniziale della fitna di al-Andalus, descritta dallo storico Rafael Altamira, come riporta La web de las biografias, Abd al-Aziz al-Bakri (in arabo أبو عبيد عبد الله البكري‎?), nel 1012, si proclamò emiro assumendo il titolo di Izz al-Dawla.

Abd al-Aziz apparteneva alla famiglia araba dei Bakris, come riporta il Muslim Spain and Portugal: A Political History of al-Andalus.

Abd al-Aziz governò la taifa per circa quarant'anni, sino a quando Abbad II al-Mu'tadid, emiro della Taifa di Siviglia, con la sua politica di annessione delle piccole taife, conquistò e annesse la Taifa di Huelva, come riporta il Muslim Spain and Portugal: A Political History of al-Andalus; come riporta La web de las biografias, Abd al-Aziz al-Bakri rimase a governare l'isola fluviale di Saltes, per circa un anno; dopo di che dovette abbandonare Saltes e di lui non si hanno più notizie.
Come testimonia anche il Muslim Spain and Portugal: A Political History of al-Andalus Abd al-Aziz al-Bakri ebbe un figlio, Abu ʿUbayd al-Bakri, che fu un geografo e storico di al-Andalus.

### Fonti primarie
- (EN)  Muslim Spain and Portugal: A Political History of al-Andalus

### Letteratura storiografica
- Rafael Altamira, "Il califfato occidentale", in: «Storia del mondo medievale», Cambridge History of Middle Age, vol. II, 1999, pp. 477–515.]
- La recomquista